# 이요카메오카역
이요카메오카역(일본어: 伊予亀岡駅 이요카메오카에키[*])은 일본 에히메현 이마바리시에 있는 시코쿠 여객철도 요산선의 역이다. 역 번호는 Y44이며, 1번선이 상행 부본선, 2번선이 상·하행 본선, 3번선이 하행 부본선 승강장 구조를 지닌 지상역이다.

## 역 주변
- 석유비축기지
- 학습 센터
- 다목적 광장

## 역사
- 1925년 6월 21일 : 개업.
- 1987년 4월 1일 : 민영화에 의해, 시코쿠 여객철도로 이관.

## 인접 정차역
| 시코쿠 여객철도 요산선    | 시코쿠 여객철도 요산선 | 시코쿠 여객철도 요산선    |
| ------------------------- | ---------------------- | ------------------------- |
| Y 43 오니시 다카마쓰 방면 | 요산 선                | 기쿠마 Y 45 마쓰야마 방면 |